# Arnt Kohlrausch
Arnt Kohlrausch (* 30. Oktober 1884 in Hannover; † 13. Juli 1969 in Tübingen) war ein deutscher Physiologe und als Hochschullehrer für Physiologie an den Universitäten Berlin, Greifswald und Tübingen tätig.

## Leben
Arnt Kohlrausch entstammte einer bekannten deutschen Gelehrtenfamilie. Sein Vater war Geheimrat Wilhelm Friedrich Kohlrausch, Ordinarius für Elektrotechnik an der Technischen Hochschule Hannover.
Nach dem Besuch des Gymnasiums in Hannover studierte Kohlrausch an den Universitäten Marburg, München und Rostock Medizin. 1911 wurde er promoviert und approbiert. 
1918 habilitierte er sich an der Universität zu Berlin als Privatdozent für Physiologie. Dort wurde er 1922 zum außerplanmäßigen und 1925 zum außerordentlichen Professor ernannt. Außerdem wurde er Abteilungsvorstand der physikalischen und sinnesphysiologischen Abteilung des Physiologischen Instituts an der Berliner Universität. Ein Jahr später ging er als Ordinarius für Physiologie und Institutsdirektor nach Greifswald. Ab 1928 wirkte er auf dem Lehrstuhl für Physiologie in Tübingen. Zum 1. Dezember 1939 trat er der NSDAP bei. 1951 wurde Kohlrausch emeritiert.
Arnt Kohlrausch wurde vor allem durch seine Arbeiten über Stoff- und Energieumsatz, Bewegung, Empfindung und Gehirntätigkeit bekannt. Unter anderem beschäftigten ihn die elektrischen Erscheinungen am menschlichen Auge. 
Er war Mitherausgeber der Zeitschrift „Die Farbe“. 1959 wurde er Ehrenmitglied der Deutschen Physiologischen Gesellschaft. Er war außerdem Inhaber des Großen Bundesverdienstkreuzes.
Kohlrausch war in erster Ehe mit Else Wolff verheiratet, mit der er zwei Kinder hatte. In zweiter Ehe war er mit Doris von Horn verheiratet.